# Szentmiklóssy Zoltán
Szentmiklóssy Zoltán, Szentmiklósi Zoltán Rezső Artúr (Komárom, 1878. március 16. – Budapest, Terézváros, 1916. szeptember 29.) festőművész.

## Életrajza
Szentmiklóssy Dezső (1843-1925) komáromi ügyvéd és Petrovics Lidia fiaként született. A Mintarajziskolában folytatott művészeti tanulmányokat, majd 1898-tól Münchenben Hollósy Simonnál tanult, később pedig Nagybányán képezte magát. A Nemzeti Szalonban az 1903. évben kiállított Női arcképe feltűnést keltett, s egyhamar vevőre is talált. 1905-től a Nemzeti Szalonban, 1911-től a Műcsarnokban állította ki tájképeit. Felesége a nála tíz évvel fiatalabb Friedmann Borbála volt, akivel 1907. június 2-án Budapesten, az Erzsébetvárosban kötött házasságot. Halálát tüdővész okozta.